# Маслов Михайло Іванович
Миха́йло Іва́нович Ма́слов (нар. 29 грудня 1948, село Двулучне Уразівського району, тепер Курської області, Російська Федерація) — український діяч, радянський військовик. Народний депутат України 1-го скликання.

## Біографія
Народився в родині службовців, росіянин.
З 1967 року — військовослужбовець строкової служби Прикарпатського військового округу.
З 1968 до 1972 року — курсант Львівського вищого військово-політичного училища.
Член КПРС з 1972 по 1991 рік.
У 1972—1976 роках — начальник солдатського клубу 19 укріпленого району Забайкальського військового округу. У 1976—1979 роках — заступник командира батальйону по політчастині Забайкальського військового округу. У 1979—1983 роках — заступник командира окремого танкового батальйону Групи радянських військ у Німецькій Демократичній Республіці. У 1983—1984 роках — заступник командира мотострілецького полку по політичній частині Групи радянських військ у Німецькій Демократичній Республіці. У 1984—1985 роках — заступник командира мотострілецького полку по політичній частині Білоруського військового округу.
У 1985 році закінчив Військово-політичну академію імені Леніна, офіцер-політпрацівник.
У 1986—1988 роках — офіцер-політпрацівник Обмеженого контингенту радянських військ в Афганістані.
З 1989 по 1991 рік — заступник начальника по політичній частині Центрального військового санаторію «Хмільник» Вінницької області.
18.03.1990 обраний народним депутатом України, 2-й тур 70,26 % голосів, 4 претенденти. Голова підкомісії Комісії ВР України у справах ветеранів, пенсіонерів, інвалідів, репресованих, малозабезпечених.
Одружений, має дітей.
Потім — у відставці. Генеральний директор ТОВ «Герат» (місто Хмільник Вінницької області), член УПС-СВІЧА.

## Нагороди
- орден Червоної Зірки
- орден «За службу Батьківщині в Збройних Силах СРСР» ІІІ ст.
- медаль «За бойові заслуги»

Нагороджений також медалями «Від вдячного Афганського народу», грамотою Президії ВР СРСР «Воїну-інтернаціоналісту».